# Polymera honesta
Polymera honesta är en tvåvingeart som beskrevs av Alexander 1940. Polymera honesta ingår i släktet Polymera och familjen småharkrankar. Inga underarter finns listade i Catalogue of Life.